# Aleš Javůrek
Aleš Javůrek (* 12. srpna 1967) je bývalý český fotbalista, útočník.

## Fotbalová kariéra
V lize hrál za Spartak Hradec Králové a SK Dynamo České Budějovice. V československé lize nastoupil ve 59 utkáních a dal 4 góly.

## Ligová bilance
| Ročník                                   | Zápasy | Góly | Klub        |                            |
| ---------------------------------------- | ------ | ---- | ----------- | -------------------------- |
| 1. československá fotbalová liga 1987/88 | 13     | 0    | 347 minut   | Spartak Hradec Králové     |
| 1. československá fotbalová liga 1988/89 | 10     | 1    | 677 minut   | Spartak Hradec Králové     |
| 1. československá fotbalová liga 1990/91 | 24     | 3    | 1.174 minut | Spartak Hradec Králové     |
| 1. československá fotbalová liga 1991/92 | 10     | 0    | 298 minut   | Spartak Hradec Králové     |
| 1. československá fotbalová liga 1991/92 | 2      | 0    | 124 minut   | SK Dynamo České Budějovice |
| CELKEM                                   | 59     | 4    |             |                            |